# Repoblació forestal a Costa Rica

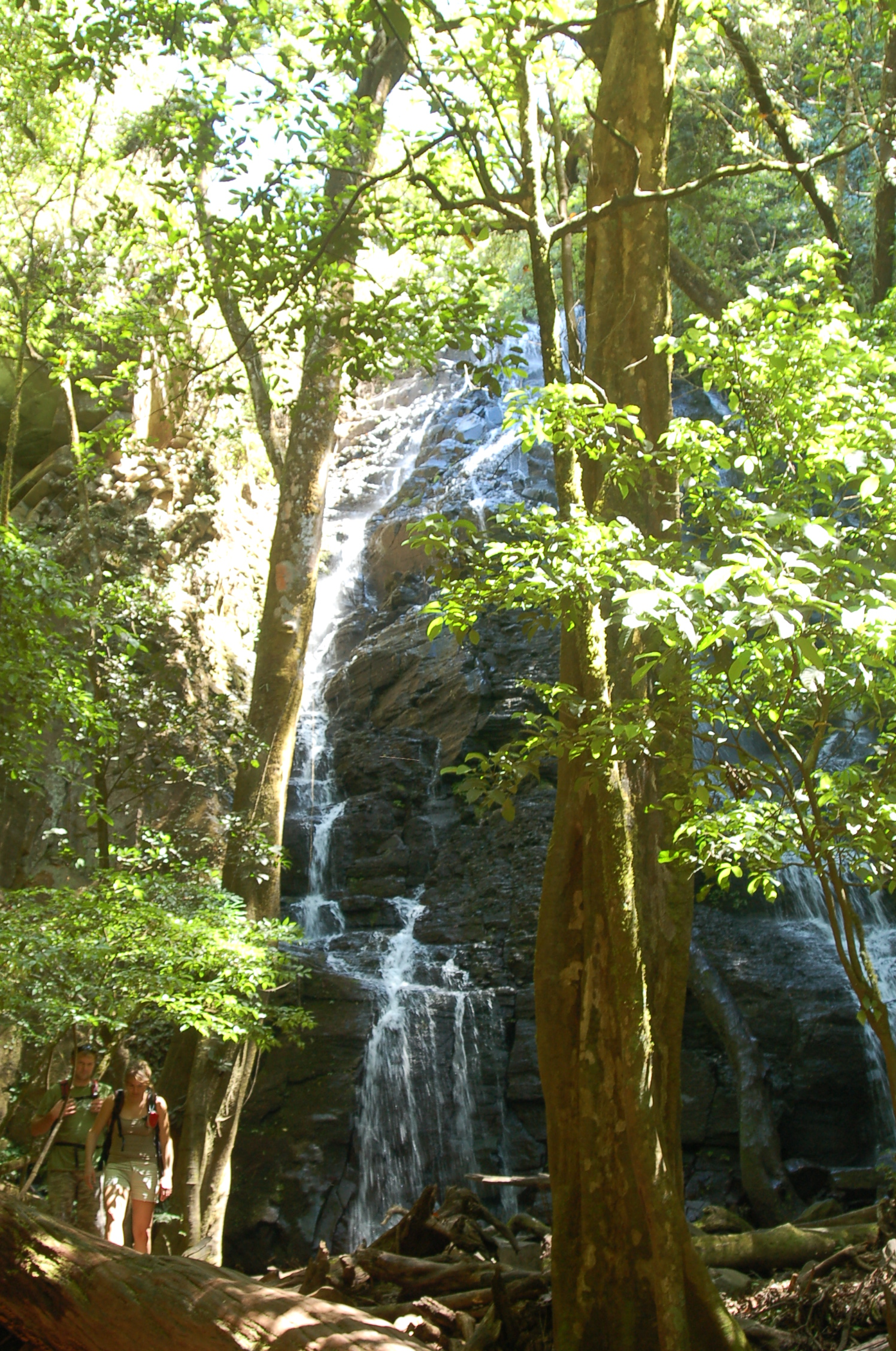
Una cascada de selva tropical al Parc Nacional del Rincón de la Vieja, fundat el 1973.

A Costa Rica s'estan fent esforços de reforestació per recondicionar la seva biodiversitat i els seus ecosistemes que es van veure afectats per la forta desforestació dels anys 1900.

## Història
Costa Rica té sis ecosistemes diferents i es considera un punt calent de la biodiversitat, amb el 5% de la biodiversitat total del món dins del 0,1% de la seva massa terrestre. El declivi de la selva tropical de Costa Rica es va deure a una tala massiva i sense regular per part de la indústria forestal a mitjans del segle xx, que va provocar que, el 1990, Costa Rica tingués les taxes de desforestació global més altes del món. Com a resultat, el govern de Costa Rica va començar a reparar els danys infligits al paisatge i a desenvolupar-se de manera sostenible.

### Desforestació
A la dècada de 1940, l'agricultura i la tala sense control van ser el principal catalitzador de la ràpida decadència dels boscos autòctons de Costa Rica. A la dècada de 1980, dos terços de la selva tropical es van perdre a causa d'aquestes pràctiques de desforestació, permesa per un seguit de polítiques inadequades, com ara: crèdit barat per al bestiar, lleis de titulació de terres que premiaven la desforestació i expansió ràpida o imprudent dels sistemes de carreteres.

## Finalitat
Es va perdre una gran part del paisatge natural de Costa Rica, per això el govern va introduir dues mesures per protegir-lo i reviure-lo. En primer lloc, el govern va fer il·legal talar boscos sense permís. En segon lloc, es van introduir pagaments per serveis ecològics (PSE) que van oferir un incentiu econòmic per conservar i restaurar els boscos.
El programa PSE va comportar diversos beneficis socials, millorant la qualitat de vida i les condicions econòmiques. Entre 1997 i 2019, més de 18.000 famílies es van beneficiar de les aportacions econòmiques.
Aquestes mesures van tenir tant d'èxit que, el 2021, el país va guanyar el primer premi Earthshot pels seus esforços de conservació.

## Projectes
S'han creat diverses iniciatives i projectes per protegir i restaurar la natura, com ara l'Àrea de Conservació de Guanacaste (ACG) i BaumInvest.

### Àrea de Conservació de Guanacaste (ACG)
L'Àrea de Conservació de Guanacaste (ACG) consta de 163.000 acres de terres sota l'administració del Sistema Nacional d'Àrees de Conservació (SINAC). Es va crear l'any 1986 amb la missió de restaurar els boscos tropicals secs i els ecosistemes circumdants que han patit la destrucció causada per l'acció humana. Els seus esforços van començar a la zona del Parc Nacional de Santa Rosa, creat el 1971. La seva activitat se centra en la restauració i conservació de la flora i la fauna amenaçades.

### BaumInvest
El projecte de reforestació BaumInvest a Costa Rica va començar l'any 2007. Aquest projecte pretén establir una silvicultura sostenible i una compensació de carboni mitjançant la forestació. Fins a l'actualitat, s'han reforestat més de 1.280 hectàrees de pastures amb boscos autòctons. El projecte també ha suposat la recuperació de 70 espècies diferents d'amfibis i rèptils, així com la supervivència del Dipteryx panamensis (espècie arbòria en perill d'extinció). El projecte també va aportar diversos impactes socials positius, com ara promoure l'educació ambiental i crear llocs de treball rurals segurs i sostenibles que ajudin a reduir la tala il·legal, la caça furtiva i el comerç d'animals.
Aquest projecte va ser el primer projecte de reforestació que va rebre la Certificació Gold Standard pel seu impacte positiu en el medi ambient.